# Diethard Nickel
Diethard Nickel (* 2. März 1939 in Berlin; † 19. November 2023) war ein deutscher Altphilologe und Medizinhistoriker.
Nickel wurde 1968 an der Humboldt-Universität zu Berlin promoviert, wo er sich 1986 auch habilitierte, und war neben Jutta Kollesch und Gotthard Strohmaier wissenschaftlicher Mitarbeiter der Arbeitsstelle Corpus Medicorum Graecorum/Latinorum der Akademie der Wissenschaften der DDR, die seit 1992 der neugegründeten Berlin-Brandenburgischen Akademie der Wissenschaften zugeordnet ist. Aus dem Programm der Arbeitsstelle leitete sich sein Arbeitsgebiet ab, die textkritische Edition der antiken griechischen und römischen Ärzte und die antike Medizingeschichte. Neben der Betreuung der Editionsprojekte und übrigen Forschungsaufgaben des Corpus Medicorum Graecorum/Latinorum wandte sich Nickel in seiner persönlichen Arbeit besonders den gynäkologischen und embryologischen Schriften des Galen zu.

## Schriften (Auswahl)
- Galen: Über die Anatomie der Gebärmutter. Hrsg., übers. u. erl. v. Diethard Nickel. Diss. Humboldt-Universität 1968. Akademie-Verlag, Berlin 1971 (Corpus medicorum Graecorum, V, 2, 1).
- als Hrsg. mit Jutta Kollesch: Antike Heilkunst. Ausgewählte Texte aus dem medizinischen Schrifttum der Griechen und Römer. Verlag Philipp Reclam jun., Leipzig 1979 (= Reclams Universal-Bibliothek. Band 771); 6. Auflage ebenda 1989. Auch Röderberg-Verlag, Frankfurt am Main 1979. 3. Auflage 1981.
Neuausgabe: Antike Heilkunst. Ausgewählte Texte aus den medizinischen Schriften der Griechen und Römer. Hrsg. v. Jutta Kollesch und Diethard Nickel, Philipp Reclam jun., Stuttgart 1994.
- Untersuchungen zur Embryologie Galens. Dissertation B Humboldt-Universität Berlin 1986. Akademie-Verlag, Berlin 1989 (= Schriften zur Geschichte und Kultur der Antike. Band 27).
- Zur Embryologie in der Medizin der römischen Kaiserzeit. In: Acta Congressus internationalis XXIV historiae artis medicinae. 25–31 Augusti 1974 Budapestini. Budapest 1976, Band 2, S. 1347–1350.
- Galen: Über die Ausformung der Keimlinge. Hrsg., übers. und erl. von Diethard Nickel. Akademie-Verlag, Berlin 2001 (Corpus medicorum Graecorum, V, 3, 3).
- mit Jutta Kollesch: Bibliographia Galenia. Die Beiträge des 20. Jahrhunderts zur Galenforschung. In: Wolfgang Haase (Hrsg.): Aufstieg und Niedergang der Römischen Welt. Band II, 37, 2. Berlin / New York 1994, S. 1351–1420.